# ليف أندرسون (عالم وراثة)
ليف أندرسون (بالسويدية: Leif Andersson)‏ هو عالم وراثة سويدي، ولد في 1954.